# Sandokan
Sandokan Emilio Salgari olasz regényíró által a 19. század végén teremtett fiktív irodalmi alak, a történet szerint a 18. században élt maláj kalóz. Szerelme Lady Marianna Guillonk. Sandokan maláj hercegnek született, de miután az angolok megfosztották vagyonától, kalóz lett. Sandokan Mompracem (helyenként Momprachem) uralkodója (a sziget létező terület, Kuraman néven Malajzia része), amíg az angolok el nem foglalják a szigetet. Legádázabb ellensége James Brooke, az angol származású „fehér rádzsa”. Brooke valós személy volt, akit a valóságban is fehér rádzsának becéztek.
Kalandjai során az álruhák és a cselek nagymestere, vértestvére és jó barátja, Yanez de Gomera segíti. A sorozat visszatérő szereplője Tremal Naik bengáli vadász, aki a thug szekta ellen harcol, valamint Kammammuri, aki eredetileg Tremal Naik szolgája.
Története először egy 1883-ban kiadott könyvben jelent meg, aminek Emilio Salgari volt az írója. Salgari egy tizenegy könyvből álló sorozatot írt Sandokanról. Az 1960-as években olasz filmsorozatot készítettek Sandokanról, majd az 1970-es években nagy sikerű tévésorozat is készült róla, Kabir Bedi főszereplésével. A történet legújabb feldolgozása egy 1990-es években készült angol rajzfilmsorozat. Tremal Naik kalandjairól külön filmek is készültek Lex Barker címszereplésével. 1983-ban a Neoton Família együttes a Sandokan történetéről szóló film főcimdalát meghangszerelte, és magyar nyelvű szöveget írt alá. A dal Sandokan címen a Neoton Família-rajongók egyik kedvenc dala lett.

## Könyvek
- The Mystery of the Black Jungle (I Misteri della Jungla Nera, 1895)
- The Pirates of Malaysia (I Pirati della Malesia, 1896)
- The Tigers of Mompracem (Le Tigri di Mompracem, 1900)
- The Two Tigers (Le due Tigri, 1904)
- The King of the Sea (Il Re del Mare, 1906)
- Quest for a Throne (Alla conquista di un impero, 1907)
- Sandokan Fights Back (Sandokan alla riscossa, 1907)
- Return to Mompracem (La riconquista del Mompracem, 1908)
- The Brahman (Il Bramino dell'Assam, 1911)
- An Empire Crumbles (La caduta di un impero, 1911)
- Yanez Revenge (La rivincita di Yanez, 1913)

## Mozifilmek

### Luigi Pavese címszereplésével
- Le due tigri (1941)
- Il pirati della Malesia (1941)

### Steve Reeves amerikai színész címszereplésével
- Sandokan, la tigre di Mompracem (Sandokan the Great) (1963)
- I pirati della Malesia (Sandokan: Pirate of Malaysia) (1964)

### Ray Danton amerikai színész címszereplésével
- Sandokan alla riscossa (Sandokan fights back) (1964)
- Sandokan contro il leopardo di Sarawak (1964)

## Televíziós filmek, sorozatok

### Kabir Bediindiai színész címszereplésével
- Sandokan (1976) – 6 részes minisorozat (Magyarországon ez a legismertebb, "A Sandokan sorozat")
- La tigre è ancora viva: Sandokan alla riscossa! (1977) – Sandokan, a felkelő. A tigris még él!
- Il ritorno di Sandokan (1996) – Sandokan visszatér
- Il figlio di Sandokan (1998) – Sandokan fia

### Animációs sorozatok

#### A BRB International készítésében
- Sandokan (1992) – egy spanyol rajzfilmsorozat, melyben antropomorf állatfigurák szerepeltek.

### A RAI-TF1 és a SEK Studio készítésében
- Sandokan, the Tiger of Malaysia (1998)
- Sandokan, la tigre ruggisce ancora (2000)
- Sandokan, il coraggio della tigre (2004)